# 소공자 (1936년 영화)
소공자(Little Lord Fauntleroy)는 미국에서 제작된 존 크롬웰 감독의 1936년 드라마, 가족 영화이다. 프레디 바소로미우 등이 주연으로 출연하였고 데이빗 O. 셀즈닉 등이 제작에 참여하였다.

## 출연

### 주연
- 프레디 바소로미우
- 돌로레스 코스텔로

### 조연
- C. 오브리 스미스
- 가이 키비
- 헨리 스테펀슨
- 미키 루니
- 콘스탄스 콜리어
- E. E. 클리브
- 우나 오코너
- 잭키 셜
- 제시 랠프
- 이반 F. 심슨
- 헬렌 플린트
- 에릭 엘든
- 메이 베티
- 레지널드 바로우
- 리오넬 벨모어
- 템프 피곳
- 길버트 에머리
- 로렌스 그랜트
- 월터 킹스포드
- 에이리 맬리언
- 프레드 월턴
- 로버트 에멧 오코너
- 버지니아 필드

## 제작진
- 원작자: 프랜시스 호지슨 버넷
- 의상: 소피 워츠너

## 같이 보기
- 소공자 (1921년 영화)
- 소공자 (1980년 영화)